# Air-taxi europe
Air-taxi europe é uma companhia aérea é uma companhia aérea com sede em Braunschweig, Alemanha, oferecendo fretados das empresas de carga e voos em toda a Europa.